# Aaron Ekblad
Aaron Ekblad, född 7 februari 1996 i Windsor, Ontario, är en kanadensisk ishockeyspelare som spelar för Florida Panthers i National Hockey League (NHL). Ekblad valdes som första spelare i OHL Entry Draft 2011 och han valdes som första spelare totalt av Florida Panthers i 2014 års NHL Entry Draft. Ekblads farfars far var från Sverige, därav namnet Ekblad.

## Spelarkarriär
Under säsongen 2010-11 spelade Ekblad för Sun County Panthers juniorlag i Belle River, Ontario. Han gjorde 34 poäng på 30 grundseriematcher och 21 poäng på 18 slutspelsmatcher. Som lagkapten var han med och ledde laget som i slutet på säsongen stod som mästare.

### OHL
Ekblads ansökan om att bli den enda spelaren född 1996 i draften godkändes enhälligt efter en sex veckor lång granskning av Hockey Canada. Med godkännandet blev Ekblad den första backen någonsin med statusen "Exceptional Player". Statusen tillät honom att tävla i Canadian Hockey League ett år tidigare än annars tillåtet. De enda övriga spelare att ha fått en sådan behörighet är John Tavares 2005, Connor McDavid 2012 och Sean Day 2013.
Under OHL-tränarnas omröstning 2014 vann Ekblad toppriser i fyra olika kategorier i den östra konferensen; bästa skott, hårdast skott, bästa offensiva back och bästa defensiva back. Han röstades även fram som tvåa i kategorin bästa boxplayspelare bakom Oshawa Generals forward Scott Laughton.

### NHL
Ekblad valdes som första spelare i NHL Entry Draft av Florida Panthers den 27 juni 2014.
Den 3 september 2014 skrev Ekblad på ett treårigt rookiekontrakt med Panthers.
Han vann Calder Memorial Trophy för säsongen 2014–2015. Ekblad vann också Stanley Cup för säsongerna 2023–2024 och 2024–2025.

## Statistik
| 2010–2011  | Sun County Panthers | AH         | 30  | 4   | 30  | 34  | 34  | 18 | 5  | 16 | 21 | 14 |
| 2011–2012  | Barrie Colts        | OHL        | 63  | 10  | 19  | 29  | 34  | 13 | 2  | 3  | 5  | 8  |
| 2012–2013  | Barrie Colts        | OHL        | 54  | 7   | 27  | 34  | 64  | 22 | 7  | 10 | 17 | 28 |
| 2013–2014  | Barrie Colts        | OHL        | 58  | 23  | 30  | 53  | 91  | 9  | 2  | 4  | 6  | 14 |
| 2014–2015  | Florida Panthers    | NHL        | 81  | 12  | 27  | 39  | 32  | —  | —  | —  | —  | —  |
| 2015–2016  | Florida Panthers    | NHL        | 78  | 15  | 21  | 36  | 41  | 6  | 0  | 1  | 1  | 0  |
| 2016–2017  | Florida Panthers    | NHL        | 68  | 10  | 11  | 21  | 58  | —  | —  | —  | —  | —  |
| 2017–2018  | Florida Panthers    | NHL        | 82  | 16  | 22  | 38  | 71  | —  | —  | —  | —  | —  |
| 2018–2019  | Florida Panthers    | NHL        | 82  | 13  | 24  | 37  | 47  | —  | —  | —  | —  | —  |
| 2019–2020  | Florida Panthers    | NHL        | 67  | 5   | 36  | 41  | 26  | 4  | 0  | 0  | 0  | 2  |
| 2020–2021  | Florida Panthers    | NHL        | 35  | 11  | 11  | 22  | 33  | —  | —  | —  | —  | —  |
| 2021–2022  | Florida Panthers    | NHL        | 61  | 15  | 42  | 57  | 26  | 10 | 1  | 4  | 5  | 11 |
| 2022–2023  | Florida Panthers    | NHL        | 71  | 14  | 24  | 38  | 68  | 20 | 2  | 6  | 8  | 20 |
| 2023–2024  | Florida Panthers    | NHL        | 51  | 4   | 14  | 18  | 50  | 24 | 1  | 5  | 6  | 16 |
| 2024–2025  | Florida Panthers    | NHL        | 56  | 3   | 30  | 33  | 53  | 19 | 4  | 9  | 13 | 38 |
| NHL totalt | NHL totalt          | NHL totalt | 732 | 118 | 262 | 380 | 505 | 83 | 8  | 25 | 33 | 87 |
| WHL totalt | WHL totalt          | WHL totalt | 175 | 40  | 76  | 116 | 189 | 44 | 11 | 17 | 28 | 50 |

### Internationellt
| Källa: Uppdaterad: 2020-09-01 | Källa: Uppdaterad: 2020-09-01 | Källa: Uppdaterad: 2020-09-01 |               | Utv = Utvisningsminuter | Utv = Utvisningsminuter | Utv = Utvisningsminuter | Utv = Utvisningsminuter | Utv = Utvisningsminuter |
| År                            | Lag                           | Mästerskap                    | Matcher       | Mål                     | Assists                 | Poäng                   | Utv                     |                         |
| ----------------------------- | ----------------------------- | ----------------------------- | ------------- | ----------------------- | ----------------------- | ----------------------- | ----------------------- | ----------------------- |
| 2013                          | Kanada                        | Ivan Hlinka                   | 5             | 2                       | 2                       | 4                       | 4                       |                         |
| 2014                          | Kanada                        | JVM                           | 7             | 1                       | 1                       | 2                       | 2                       |                         |
| 2016                          | Kanada                        | VM                            | 10            | 4                       | 3                       | 7                       | 6                       |                         |
| 2016                          | Lag Nordamerika               | WC                            | 1             | 0                       | 0                       | 0                       | 0                       |                         |
| Junior totalt                 | Junior totalt                 | Junior totalt                 | Junior totalt | 12                      | 3                       | 3                       | 6                       | 6                       |
| Senior totalt                 | Senior totalt                 | Senior totalt                 | Senior totalt | 11                      | 4                       | 3                       | 7                       | 6                       |